# クラムチャウダー
クラムチャウダー（英: clam chowder）は、二枚貝を具としたチャウダー。一般的には玉ねぎ、ジャガイモ、セロリなどの野菜が加えられる。

## 概要

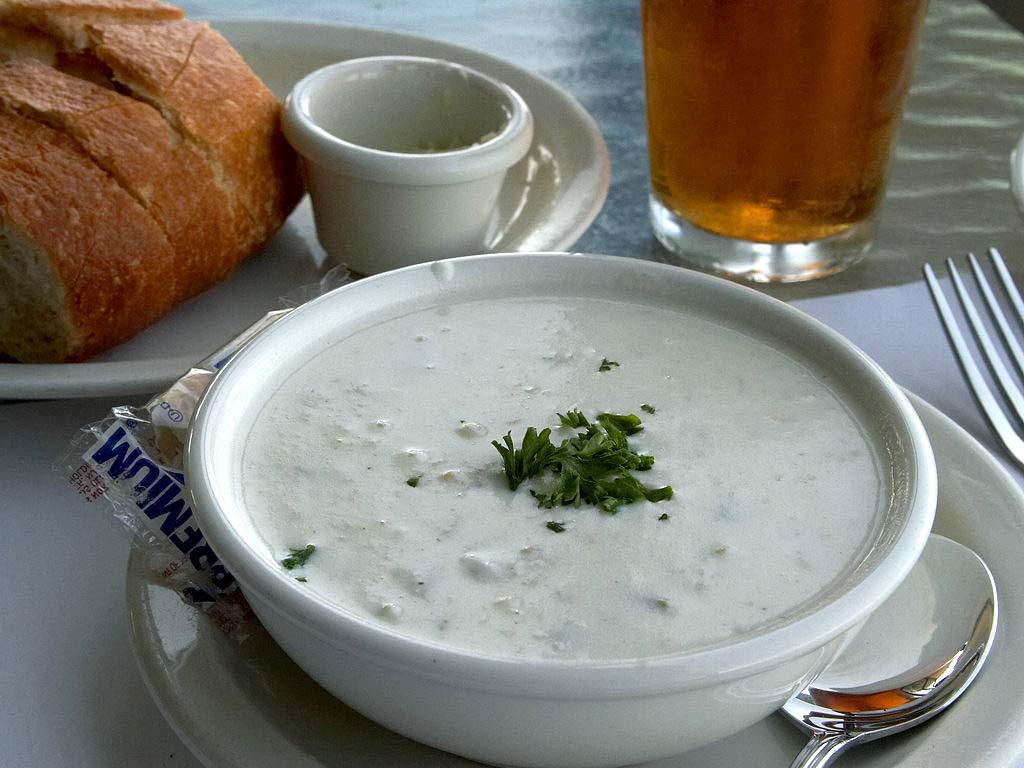
ニューイングランドクラムチャウダー

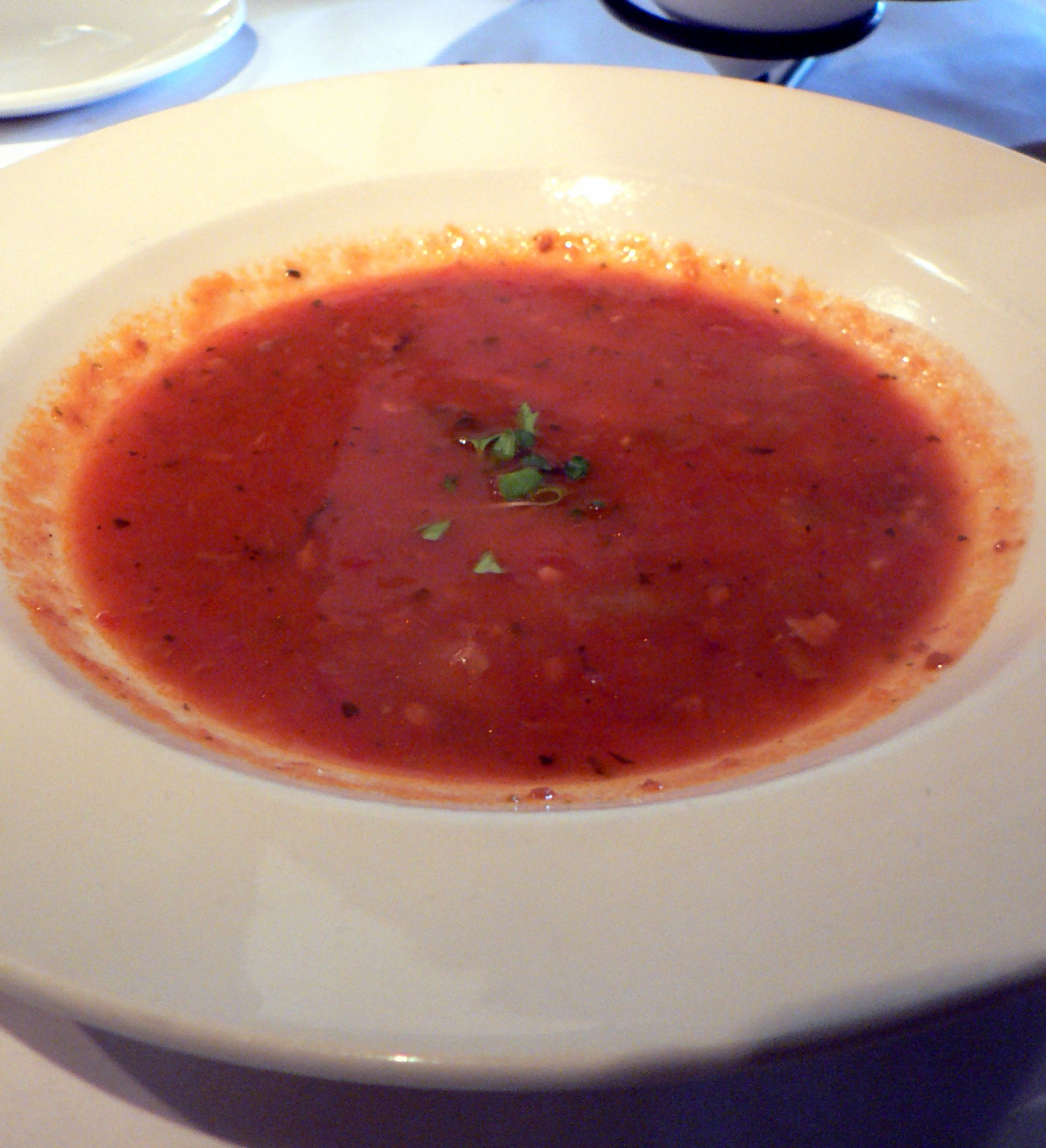
マンハッタンクラムチャウダー

アメリカ東海岸のニューイングランドが発祥地で様々な類がある。ニューイングランド風は牛乳をベースとした白いクリームスープでありボストンクラムチャウダーとも呼ばれる。マンハッタン風（あるいはニューヨーク風）は赤いトマトスープである。
一般にボストン近辺に漂着したフランス人漁師の発案といわれ、その名もフランスの大鍋（chaudière）が語源とされるが、当時、彼らと友好関係にあったアメリカ先住民のミクマク族料理の翻案との説もある。
作り方が簡単なため、家庭でよく作られるほか、アメリカのレストランや、日本の洋食レストランでも供されることの多い西洋料理の定番である。現代では、缶に濃縮したクラムチャウダーを詰めた物が、一般的にスーパーマーケットで販売されており、鍋に中身をあけ牛乳を加えながら温めるだけで作れる。近年では、乾燥させ粉末状にしカップに入れた物もあり、カップラーメン同様、お湯を入れるだけで作れる。

## 作り方
必要な食材
二枚貝の剥身、タマネギ、ジャガイモ、セロリなどが必須の素材だが、それ以外はいろいろなレシピが存在する。野菜としてニンジン、トマト、白菜などを使うものや、ベーコンを使うレシピもある。
使用する貝
貝は、本場アメリカでは二枚貝としてよく食べられているホンビノスガイ（英語：Quahog）を使用する。日本では1990年代になって外来種として東京湾や大阪湾などに定着しているが、首都圏や京阪神以外ではホンビノスガイがあまり流通していないため、ハマグリやアサリなどで代用するのが通例である。

### ニューイングランド風クラムチャウダー
以下にニューイングランド風クラムチャウダーの作り方を記す。
1. 貝と小さめの賽の目切りした野菜をバター（ベーコンを使う場合はその油でも可）で軽く炒める。
2. 小麦粉（薄力粉）を加えて、粉っぽさがなくなる程度まで炒める。
3. 牛乳（生クリームならなお良い）でのばして、全体がクリーム状になったら濃度と味を調整して出来上がり。
4. 食べる際にパセリや砕いたクラッカーを浮かせることもある。

### マンハッタン風
マンハッタン風クラムチャウダーは、牛乳の代わりにコンソメと水を入れて煮、トマトピューレと刻んだトマトを加えて仕上げる。1890年代には、「コニーアイランド風クラムチャウダー」または「フルトン魚市場風クラムチャウダー」と呼ばれていたもので、「マンハッタン風」と称されるようになったのは20世紀初頭とされる。マンハッタン風クラムチャウダーは、夏は冷製仕立てにされる。

### ロードアイランド風
この他に、清汁仕立ての「ロードアイランド風クラムチャウダー」があり、上の2種類ほど有名ではないが、ブロック島などにある歴史の古いホテルやレストランでは今でも清汁仕立てのチャウダーが食べられる。
一説によれば、ニューイングランド風クラムチャウダーに牛乳やクリームが必ず入るようになったのは、観光産業と関係があるという。北米内陸部からの観光客は、二枚貝独特の風味に慣れていないため、クリームを入れて二枚貝の味を和らげたチャウダーが好まれる。かつてはチャウダーを清汁仕立てで供し、客が各自の好みでクリームを入れるようにしたレストランもあったが、今日ではごく稀となった。
他にも様々な○○風クラムチャウダーがある。

## その他
アメリカ西海岸のサンフランシスコでは、名物のサワードウ（酵母と共に乳酸菌を用いた酸味のあるパン）をくり貫いてクラムチャウダーをよそったもの（チャウダー・インナ・サワードウ Chowder in a Sourdough）の屋台が名物である。